# 道の駅上州おにし
道の駅上州おにし（みちのえき じょうしゅうおにし）は、群馬県藤岡市にある国道462号の道の駅である。
1977年に廃校になった譲原小学校跡地に設置された。

## 施設
施設が斜面に立地しているため、道路側からは2階、駐車場側は1階が出入口になっている。
- 駐車場（小型車48台、大型車2台、身体障害者用2台）
- トイレ（男5、女4、身体障害者用1）
- 公衆電話
- 体験学習館MAG
  - 売店
  - 食堂
  - マグホール（映像ホール）
  - 体験工房

## 休館日
- 毎週火曜日（祝日の場合翌水曜日）
- 12月28日 - 1月3日

## 道路
- 国道462号

## 周辺

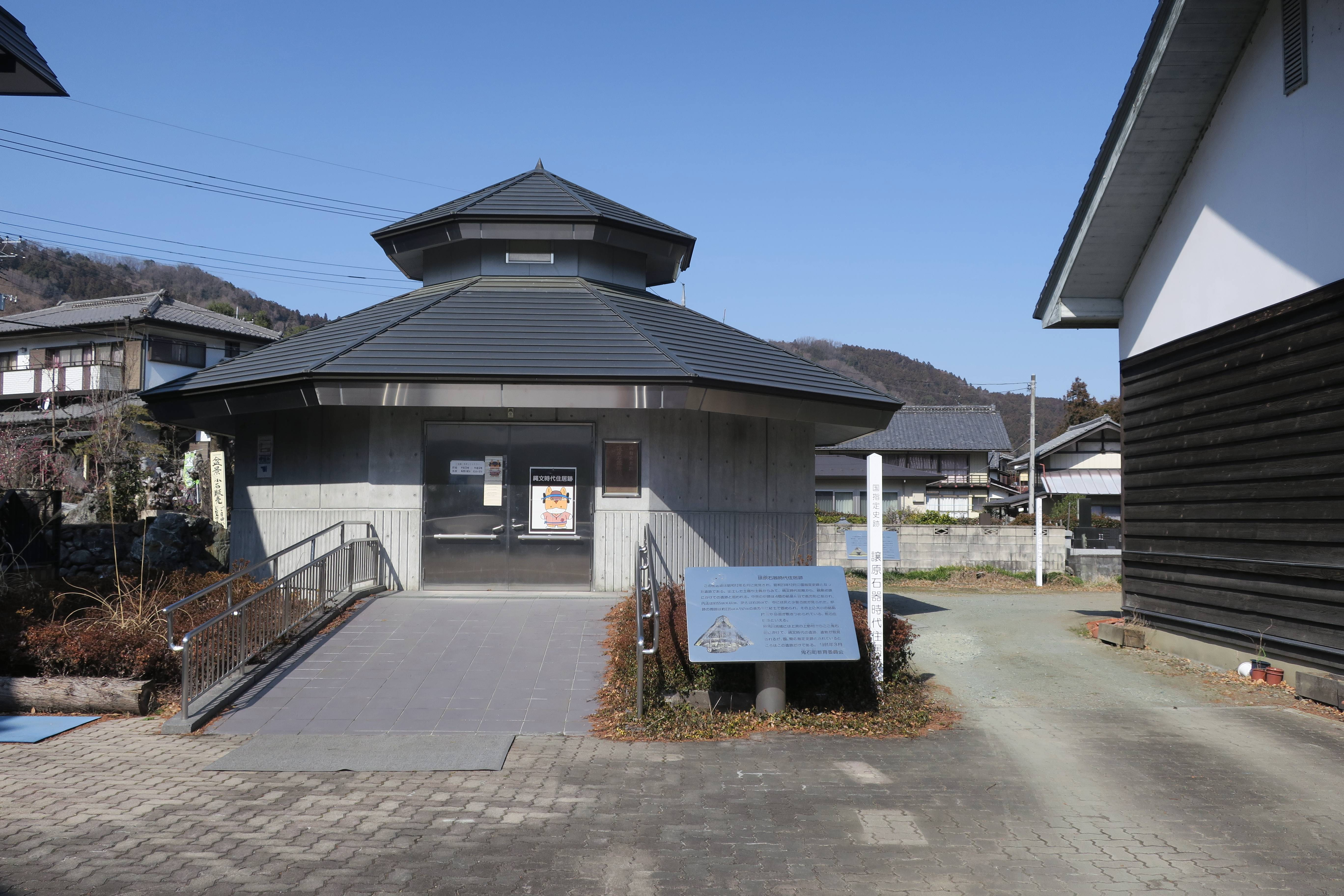
譲原石器時代住居跡 - 国指定史跡
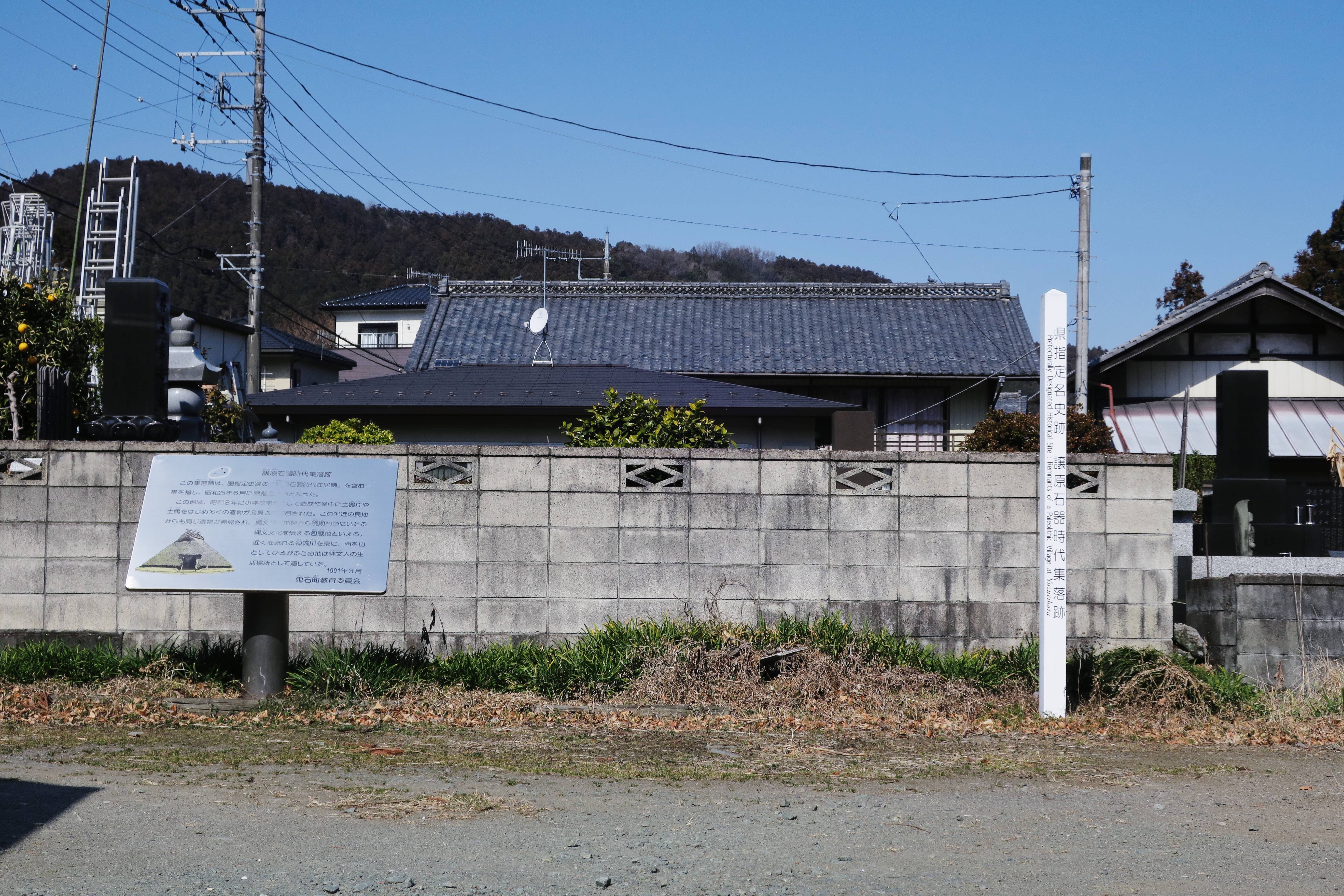
譲原石器時代集落跡 - 群馬県指定史跡
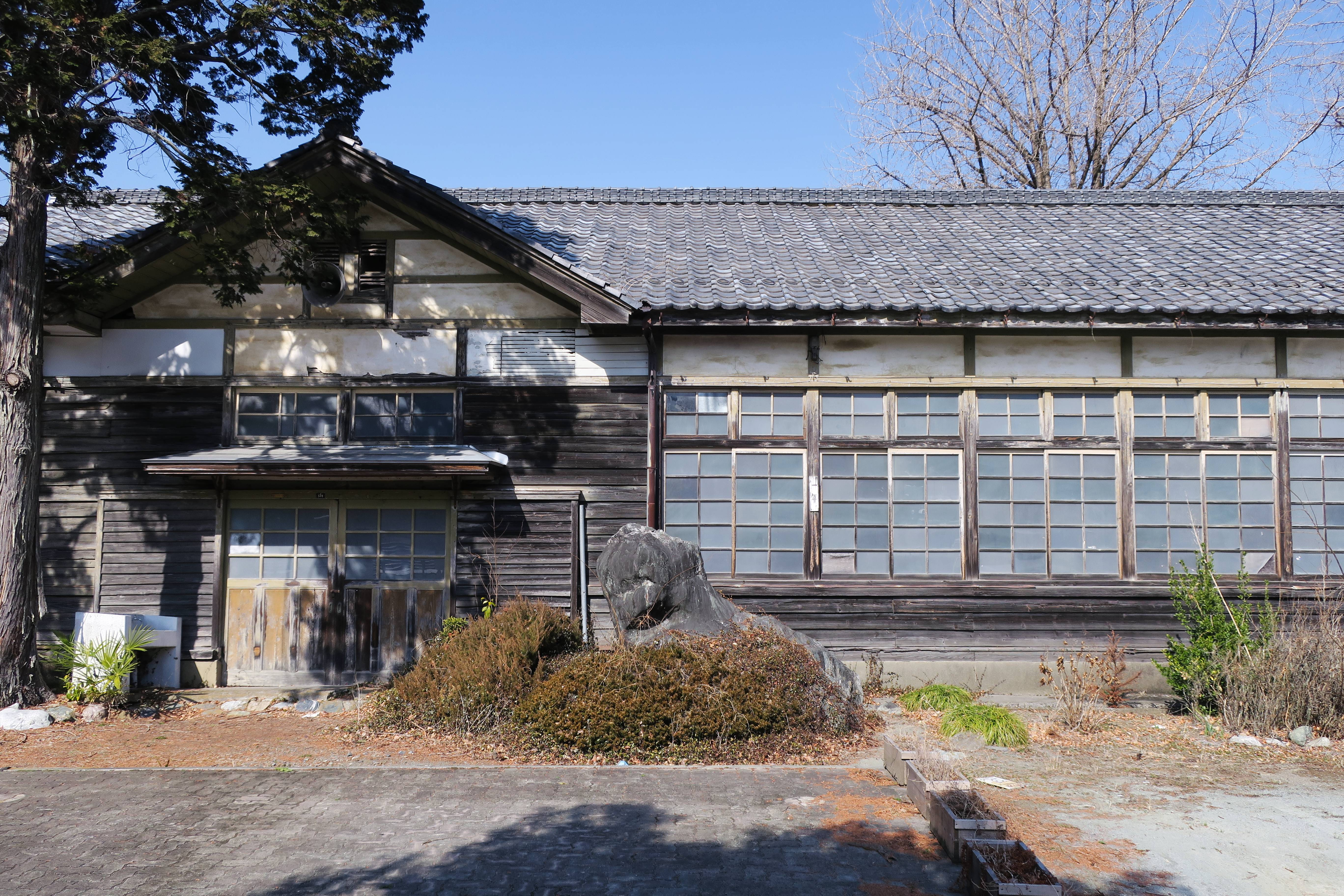
譲原小学校旧校舎
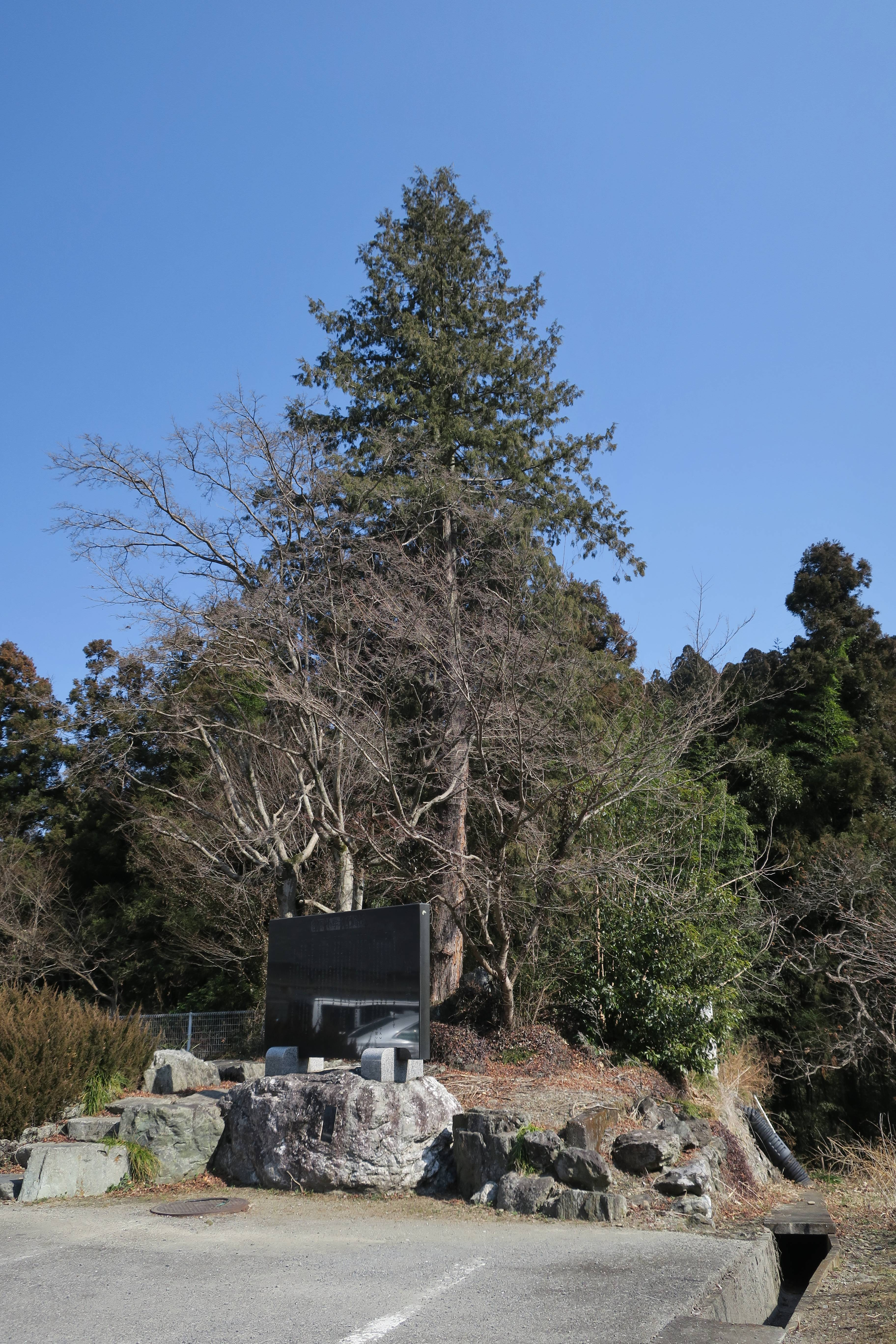
譲原小学校記念碑

- 三波石峡
- 三波石温泉
- 下久保ダム
- 桜山公園（冬桜）
- 神流川
- 三波川

- 譲原石器時代住居跡
- 譲原石器時代集落跡
- 旧譲原小学校跡
- 譲原小学校記念碑